# Serge Dubs
Serge Dubs, né en 1953 à Strasbourg, est un sommelier français, « Meilleur sommelier du monde 1989 ».

## Biographie
En 1972 Serge Dubs débute à 19 ans comme commis de salle à l'« Auberge de L'Ill » d'Illhaeusern en Alsace, restaurant 3 étoiles au guide Michelin de Marc et Paul Haeberlin. C'est Jean-Marie Stoeckel (meilleur sommelier de France 1972) qui lui donne alors les clefs pour comprendre les vins et savoir en parler. En 1976, il devient maître sommelier à l’Auberge de l’Ill.
En 2004 il devient le Président de l'UDSF (Union de la sommellerie française) et est Vice-président Continent Européen de l'ASI (Association de la Sommellerie Internationale).
Il organise, en 2010, le Concours du Meilleur sommelier d'Europe sur un bateau de la flotte CroisiEurope.

## Palmarès
- 1974 et 1976 - Meilleur sommelier d'Alsace.
- 1978 et 1980 - Vice-champion de France des sommeliers.
- 1983 - Meilleur sommelier de France.
- 1988 - Meilleur sommelier d’Europe et vainqueur du concours Master of Port.
- 1989 - Meilleur sommelier du monde et Maître Sommelier de l’UDSF.